# ヤロスラヴァ・ペンコバ
ヤロスラヴァ・ペンコバ（Jaroslava Pencová、1990年6月24日 - ）は、スロバキアの元女子バレーボール選手。現役時代のポジションはミドルブロッカー。元スロバキア代表。

## 来歴
- クラブチーム

ブラチスラヴァ出身。2006年、Strabag VC FTVS UK Bratislavaに入団。在籍した7年間のうちでリーグ優勝2回、準優勝2回を経験した。2013年にドイツブンデスリーガのドレスナーSCに移籍し、ブンデスリーガでは2年連続で優勝を果たした。また、2014/15シーズンはベストブロッカー賞を受賞した。2015/16シーズンはアゼルバイジャンリーグのロコモティフ・バクーでプレーし、リーグ3位、欧州チャンピオンズリーグでベスト8となった。2016/17シーズンはポーランドプラスリーガのBKS BOSTIK Bielsko-Białaでプレーした。2017/18シーズンはイタリアセリエA1のSab Volley Legnanoでプレーした。2018/19シーズンから2年間はポーランドプラスリーガのGrot Budowlani Łódźで活躍し、リーグ準優勝、スーパーカップ優勝を果たした。2020/21シーズンはVK Pirane Brusnoに加入し、チームで主将を務め国内リーグ5位となった。
- 代表チーム

アンダーカテゴリーの代表として2004年にジュニアの欧州選手権に出場した。2010年、シニアのスロバキア代表に初選出され、同年の世界選手権欧州大陸予選でデビュー。2016年からは代表チームの主将を務め、同年のヨーロッパリーグで銀メダルを獲得し、自身はベストブロッカー賞を受賞した。2017年、ヨーロッパリーグでは銅メダルを獲得した。2021年の欧州選手権をもって現役を引退した。

## 球歴
- 欧州選手権 - 2019年、2021年

## 受賞歴
- 2015年　2014/15ドイツブンデスリーガ　ベストブロッカー賞
- 2016年　ヨーロッパリーグ ベストブロッカー賞

## 所属クラブ
- Strabag VC FTVS UK Bratislava（2006-2013年）
- ドレスナーSC（2013-2015年）
- ロコモティフ・バクー（2015-2016年）
- BKS BOSTIK Bielsko-Biała（2016-2017年）
- Sab Volley Legnano（2017-2018年）
- Grot Budowlani Łódź（2018-2020年）
- VK Pirane Brusno（2020-2021年）